# Allgemeines Grundvermögen
Das Allgemeine Grundvermögen umfasst die im Eigentum eines Staates oder einer Gebietskörperschaft stehenden Grundstücke, die nicht für Zwecke der Hoheitsverwaltung oder im Rahmen des Gemeingebrauchs benötigt werden (Fiskalverwaltung).

## Allgemeines
Das Allgemeine Grundvermögen bildet einen Teil des Staatsvermögens des jeweiligen Staates. In der Römischen Republik hieß es Ager publicus.

## Arten
Es ist jeweils ein Teil folgender Vermögen:
- Bundesvermögen der Bundesrepublik Deutschland:
  - Landesvermögen der jeweiligen Länder
- Bundesvermögen der Republik Österreich
  - Landesvermögen der jeweiligen Länder
- Bundesvermögen der Schweizerischen Eidgenossenschaft

## Deutschland
Das Allgemeine Grundvermögen wurde im Bereich der Bundesrepublik Deutschland von 1950 bis 2004 durch die Bundesvermögensverwaltung verwaltet. Seit dem 1. Januar 2005 ist diese Aufgabe auf die Bundesanstalt für Immobilienaufgaben übergegangen. Rechtsgrundlage ist das Gesetz über die Bundesanstalt für Immobilienaufgaben (BImAG) vom 9. Dezember 2004. Allgemeines Grundvermögen sind nach § 2 Abs. 1 BImAG alle Grundstücke, grundstücksgleichen Rechte und beschränkten dinglichen Rechte der Bundesrepublik Deutschland, die nicht für Verwaltungszwecke des Bundes oder im Rahmen des Gemeingebrauchs im Aufgabenbereich des Bundes benötigt werden.